# Rotenona
La rotenona és un insecticida biològic extret de les arrels de diverses plantes de la família fabàcia entre elles les del gènere Derris.
Químicament, és una cetona pentacíclica (C23H22O₆) insoluble en aigua i soluble en els solvents orgànics. La rotenona és un compost químic cristal·lí inodor i incolor. Va ser el primer membre descrit de la família de compostos químics coneguts com a rotenoides.

## Descobriment
Des de l'any 1848 hi ha registres de l'ús de la rotenona per matar erugues i durant segles les mateixes plantes s'havien fet servir per enverinar peixos. El component actiu va ser aïllat primer pel botànic Emmanuel Geoffroy l'any 1895 i el va anomenar nicouline, d'un espècimen de Robinia nicou, actualment anomenat Lonchocarpus nicou, obtingut a la Guinea francesa. L'any 1902, un químic japonès, Nagai, aïllà un compost químic pur cristal·lí de la planta Derris elliptica al qual va anomenar rotenona, pel nom japonès d'aquesta planta roten. L'any 1930, es va establir que químicament nicoline i rotenona eren el mateix.

## Sistema d'acció
La rotenona funciona interferint la cadena de transports d'electrons dins els mitocondris. Això interfereix amb el NADH durant la creació d'ATP i a més danya l'ADN i altres components dels mitocondris.

## Usos
La rotenona es fa servir com plaguicida, insecticida, i com piscicida no selectiu.
Es comercialitza sota els noms de cubé, tuba, o derris, en preparació simple o en combinació sinèrgica amb altres insecticides.

## Presència en les plantes
La rotenona es produeix a partir de la seva extracció de les arrels i les tiges de diverses espècies de plantes tropicals i subtropicals, especialments les que pertanyen als gèneres Lonchocarpus i Derris.
Algunes de les plantes que contenen rotenona són:
- Tephrosia virginiana – Amèrica del Nord
- Jícama (Pachyrhizus erosus) – Amèrica del Nord
- Cubé o lancepod (Lonchocarpus utilis) – Amèrica del Sud[8]
- Barbasco (Lonchocarpus urucu) – Amèrica del Sud[8]
- Tuba (Derris elliptica) – sud-est d'Àsia i sud-oest de les Illes del Pacífic
- Jewel vine (Derris involuta) – sud-est d'Àsia i Illes delPacífic
- Duboisia – Austràlia
- Verbascum thapsus
- Mundulea sericea – Àfrica[9]
- Piscidia piscipula – Florida, Carib[10]
- Diverses espècies de Millettia i Tephrosia a Àsia[11]

## Toxicitat
La rotenona està classificada per la World Health Organization com a moderadament perillosa. És lleugerament tòxica pels humans i altres mamífers però extremadament tòxica pels insectes i la vida aquàtica incloent els peixos.

### Suïcidis a l'Amazònia
Els pobles indígenes de l'Amazònia brasilera cultiven plantes, conegudes amb el nom genèric timbó, amb les que produeixen rotenona. La substància és emprada en la pesca tradicional, disseminant el verí en estanys naturals per provocar la mort dels peixos i recollir-los amb facilitat. D'altra banda, segons les creences religioses d'alguns pobles, l'edat i la manera com mor una persona té una gran repercussió en la seva vida després de la mort. El cel superior és la casa de Bai, on podran trobar-se amb els seus parents difunts, i per arribar-hi s'ha de seguir el "camí del timbó" (konaha agi). A més, per gaudir del més enllà, cal que la persona mori quan es troba en plenitud física. Aquestes fes animistes, doncs, predisposen al suïcidi per ingesta de timbó (rotenona), que és la mortis causa no natural preponderant entre els joves de 14 a 28 anys d'aquests pobles.